# Bakary Diakité
Bakary Diakité (Frankfurt am Main, 9 november 1980) is een Duits-Malinees voetballer die als aanvaller speelde.
Diakité speelde van 2000 tot 2002 voor De Graafschap. Vervolgens speelde hij een seizoen voor Eintracht Frankfurt en een seizoen in Frankrijk voor OGC Nice. Hij was het meest succesvol bij SV Wehen Wiesbaden waarvoor hij in drie periodes uitkwam. Van 2010 tot 2012 speelde Diakité in Iran en hij besloot zijn loopbaan in 2013 in Thailand.
In 2008 kwam Diakité twee keer uit voor het Malinees voetbalelftal.